# Ture Sventon och jakten på Ungdomens källa
Ture Sventon och jakten på Ungdomens källa är en svensk TV-serie på 10 avsnitt som började visas på TV4 Play 8 september 2023. Den regisserades av Gustaf Åkerblom och produceras av produktionsbolaget Jarowskij. Serien handlar om den fiktiva privatdetektiven Ture Sventon, som är en barnboksfigur skapad av den svenska författaren Åke Holmberg.
Serien är en fristående uppföljare till TV-serien Ture Sventon och Bermudatriangelns hemlighet från 2019. 24 december 2023 hade uppföljaren Ture Sventon och den magiska lampan premiär på SVT.

## Handling
I denna serie blir Ture Sventon uppsökt på sitt kontor av barnen Ylva och Dante, som behöver hjälp till att återfå sina kidnappade föräldrar. Föräldrarna är arkeologer, och har funnit bevis på att den sägenomspunna Ungdomens källa faktiskt finns. Ture Sventon inser med detsamma att vatten som har förmågan till att göra människor unga inte får hamna i fel händer. Småningom visar det sig att skurken Ville Vessla också är intresserad av att hitta källan.

## Rollista
- Robert Gustafsson – Ture Sventon, privatdetektiv
- Johan Glans – Ville Vessla
- Helena Bergström – Matilda Jansson, Ture Sventons sekreterare
- Björn Gustafsson – Agent-Pär
- Maja Kin – Joanna Silver
- Lycke Martin – Ylva
- John Österlund – Dante
- Hannes Meidal – Dan
- Anne Thiam – Marie
- Sergio Hernández Hernández – Lilleman
- Marika Lagercrantz – fängelsedirektören
- Louie Marti – Vito Espresso
- Petra Nielsen – syster Irene
- Elina du Rietz – Astrid
- Antonio Di Ponziano – Don Collatore
- Veronica Carlsten – Doc
- Noghor Jemide Aibueku – Håkansson
- Peter Twinomujuni – Emilio Espresso
- Victor Gadderus – Ennio
- Mia Långö – Nettan
- Jesper P. R. Linde – Esbjørn
- Johan Carlqvist – Långeman

## Produktion
Serien började spelas in 2021, på bland annat Teneriffa.
Seriens specialeffekter skapades av Magoo och beräknas ha kostat runt 1,5 miljoner kronor.

## Visning
Serien planerades ursprungligen ha premiär vintern 2021 men sköts först upp till någon gång 2022. Detta uteblev och istället visades serien först den 8 september 2023.

## Mottagande
Expressens recensent Mattias Bergqvist ansåg serien vara fantasilös och upprepande med föredömligt korta avsnitt som kändes långa. Han skrev också:
| ”                              | Det Ture Sventon och jakten på ungdomens källa kämpar med är att balansera handlingens fart och att ge rollfigurerna djup och därmed öka tittarens engagemang. Kärlekshistorien mellan Ture Sventon och Helena Bergströms rollfigur Matilda Jansson är ett exempel på vad som borde ha fått ta mer plats. Syskonrivaliteten mellan Johan Glans Ville Vessla och Maja Kins Joanna Silver ett annat. I stället: Onödigt många turer på den där flygande mattan, något som inte ens en finurlig scen med Gustafsson och Glans och sanningsserum kan väga upp. | „ |
| – Mattias Bergqvist, Expressen | |   |